# Psyllomyia sinupennata
Psyllomyia sinupennata är en tvåvingeart som beskrevs av Ronald Henry Lambert Disney 1998. Psyllomyia sinupennata ingår i släktet Psyllomyia och familjen puckelflugor. Inga underarter finns listade i Catalogue of Life.